# جايسون هووك
جايسون هووك (بالإنجليزية: Jason Hook)‏ هو عازف قيثارة وموسيقي أمريكي، ولد في 3 أكتوبر 1970 في تورونتو في كندا.

## وصلات خارجية
- جايسون هووك على موقع ميوزك برينز (الإنجليزية)
- جايسون هووك على موقع ميوزك برينز (الإنجليزية)
- جايسون هووك على موقع ديسكوغز (الإنجليزية)